# Universal (альбом Borknagar)
Universal — восьмой альбом Borknagar, издан 22 февраля 2010 в четырёх форматах: обычный CD; лимитное издание с бонусным диском; CD коробка с бонусами и LP с двойным винилом. Альбом планировалось выпустить в конце 2009, но дата релиза сменилась из-за решения лейбла.

## Об альбоме
В группу вернулись басист Tyr и гитарист Йенс Ф. Райланд, ICS Vortex, в качестве гостя, спел на треке «My Domain».
Основатель группы Эйстейн Брюн сообщает: «Мы полностью довольны результатом. Альбом получился даже лучше, чем мы представляли, начав его запись. В нём покажется истинная сущность человека, а его атмосфера затронет даже самые утончённые части разума. Этот альбом содержит все элементы, которые сделали Borknagar тем, чем мы являемся и мы твёрдо верим, что альбом очень понравится тем, кто был с группой все эти годы.» Относительно обложки Брюн сказал заранее: «Universal — название, которое означает сущность альбома. „Universal“, достаточно громкое название, чтобы описать всю мощь музыки и лирики альбома». Ларс Недланд выразил мнение об альбоме: «Я только что услышал демо версии двух песен с альбома и они действительно звучат здорово. Я абсолютно уверен, что вы полюбите этот альбом. Мр. V и Vortex так изумительно пели, что я счастлив, тем, какие получились песни. Они все звучат свежо и в стиле группы.»
29 января 2010 Borknagar выложили первый трек «Havoc» на свою Myspace страницу.

## Список композиций
- Все песни, кроме отмеченных, написаны Эйстейном Брюном

1. «Havoc» (6:42)
2. «Reason» (6:55) (Брюн, Недланд)
3. «The Stir of Seasons» (4:01)
4. «For a Thousand Years to Come» (6:46)
5. «Abrasion Tide» (7:14) (Брюн, Винтерсорг)
6. «Fleshflower» (3:28) (Недланд)
7. «Worldwide» (6:59)
8. «My Domain» (4:49)

Бонус-треки с коробочной и винильной версий альбома
1. «Coalition of The Elements» (5:42)
2. «Loci» (инструментал) (2:03)

## Участники записи

### Borknagar
- Vintersorg — вокал, хор
- Эйстейн Брюн — электрическая, акустическая гитара
- Йенс Ф. Райланд — соло-гитара
- Tyr — 8-струнный бас
- Ларс Недланд — синтезатор, орган Хаммонда, фортепиано, бэк-вокал, вокал и ударные на «Fleshflower»
- Дэвид Кинкейд — ударные

### Гостевые музыканты
- ICS Vortex — вокал на «My Domain»